# Giovanni Corrieri
Giovanni Corrieri (né le 7 février 1920 à Messine en Sicile et mort le 22 janvier 2017 à Prato en Toscane,) est un coureur cycliste italien.

## Biographie
Professionnel dans les années 1940 et 1950, Giovanni Corrieri remporte une quinzaine de courses au cours de sa carrière, parmi lesquelles trois étapes du Tour de France et dix étapes du Tour d'Italie. 

## Palmarès
- 1939
  - 8e étape du Tour de Sicile
  - 3e du Tour de Sicile
- 1941
  - 2e de Milan-Mantoue
- 1945
  - Tour de la province de Reggio de Calabre :
    - Classement général
    - 1re étape
- 1947
  - 12e étape du Tour d'Italie
- 1948
  - 18e et 21e étapes du Tour de France
  - 3e de Sassari-Cagliari
  - 5e du Championnat de Zurich
- 1949
  - 1rea étape du Tour de Romandie (contre-la-montre par équipes)
  - 10e et 19e étapes du Tour d'Italie
  - 3e du Grand Prix de l'industrie et du commerce de Prato
- 1950
  - 5e étape du Tour de France
- 1951
  - 9e étape du Tour d'Italie
  - 8e étape du Tour d'Allemagne
- 1952
  - Sassari-Cagliari
  - 9e étape du Grand Prix de la Méditerranée (it)
  - 3e du Tour du lac Léman
- 1953
  - 7e étape du Tour d'Italie
  - 3e de Sassari-Cagliari
- 1954
  - 9e étape du Tour d'Italie
- 1955
  - 7e étape du Tour d'Italie

## Résultats sur les grands tours

### Tour d'Italie
10 participations
- 1946 : abandon
- 1947 : 11e, vainqueur de la 12e étape
- 1948 : abandon
- 1949 : 32e, vainqueur des 10e et 19e étapes
- 1950 : 67e
- 1951 : 59e, vainqueur de la 9e étape
- 1952 : 17e
- 1953 : abandon, vainqueur de la 7e étape,  maillot rose pendant un jour
- 1954 : 33e, vainqueur de la 9e étape
- 1955 : 77e, vainqueur de la 7e étape

### Tour de France
6 participations
- 1947 : abandon (10e étape)
- 1948 : 29e, vainqueur des 18e et 21e étapes
- 1949 : 52e
- 1950 : abandon (12e étape), vainqueur de la 5e étape
- 1952 : 46e
- 1953 : 56e